# David Arnott
David Arnott (1963, ...) è un attore, doppiatore e sceneggiatore statunitense.

## Biografia
È cresciuto nel sud dello stato della California, ha partecipato a numerosi telefilm come Pig Sty e E.R. - Medici in prima linea. Si è occupato della sceneggiatura del film Last action hero - l'ultimo grande eroe, film che venne nominato al Razzie Award alla peggior sceneggiatura.

## Filmografia

### Attore

#### Cinema
- La casa di Helen (House II: The Second Story), regia di Ethan Wiley (1987)
- Portrait of a White Marriage, regia di Harry Shearer (1988)
- In fuga per tre (Three Fugitives), regia di Francis Veber (1989)
- Le avventure di Ford Fairlane (The Adventures of Ford Fairlane), regia di Renny Harlin (1990)
- Colpo doppio (Timebomb), regia di Avi Nesher (1991)
- Un lavoro da grande (Little Big League), regia di Andrew Scheinman (1994)
- The Last Man, regia di Harry Ralston (2000)

#### Televisione
- Storie incredibili (Amazing Stories) – serie TV, 1 episodio (1986)
- Ancora tu (You Again?) – serie TV, 1 episodio (1986)
- L'albero delle mele (The Facts of Life) – serie TV, 1 episodio (1987)
- Day by Day – serie TV, 1 episodio (1989)
- Freddy's Nightmares  (Freddy's Nightmares: A Nightmare on Elm Street: The Series) – serie TV, 1 episodio (1989)
- CBS Summer Playhouse – serie TV, 1 episodio (1989)
- Shannon's Deal – serie TV, 1 episodio (1990)
- Doctor Doctor – serie TV, 1 episodio (1990)
- Eroe per famiglie (Christmas in Connecticut), regia di Arnold Schwarzenegger – film TV (1992)
- Innamorati pazzi (Mad About You) – serie TV, 1 episodio (1992)
- Le avventure del giovane Indiana Jones (The Young Indiana Jones Chronicles) – serie TV, 1 episodio (1993)
- The Second Half – serie TV, 1 episodio (1993)
- Pig Sty – serie TV, 13 episodi (1995)
- Murphy Brown – serie TV, 1 episodio (1995)
- Code Name Phoenix, regia di Jeff Freilich – film TV (2000)
- Hollywood Off-Ramp – serie TV, 1 episodio (2000)
- Imagine That – serie TV, 1 episodio (2002)
- E.R. - Medici in prima linea (ER) – serie TV, 1 episodio (2006)
- Buona fortuna Charlie (Good Luck Charlie) – serie TV, 3 episodi (2010-2012)
- Lucha Underground – serie TV, 3 episodi (2017-2018)

### Doppiatore
- Tutto può accadere (Career Opportunities), regia di Bryan Gordon (1991)
- Casper – serie animata, 1 episodio (1997)
- Final Fantasy (Final Fantasy: The Spirits Within), regia di Hironobu Sakaguchi e Motonori Sakakibara (2001)
- Final Fantasy X (Fainaru fantajî X) - videogioco, versione inglese (2001)
- Happy Feet 2 (Happy Feet Two), regia di George Miller, Gary Eck e David Peers (2011)
- Alla ricerca di Dory (Finding Dory), regia di Andrew Stanton e Angus MacLane (2016)
- Sing, regia di Garth Jennings e Christophe Lourdelet (2016)
- Il drago dei desideri (Wish Dragon), regia di Chris Appelhans (2021)